# Хенрик Свенсен
Хенрик Свенсен (на норвежки: Henrik Svensen) е норвежки геолог и писател на произведения в жанра научнопопулярна литература.

## Биография и творчество
Хенрик Свенсен е роден през 1970 г. във Фредрикста, Норвегия. От малък се запалва по геологията. Получава магистърска степен през 1993 г. и докторска степен по геология от Университета в Осло през 2000 г.
Работи като преподавател в катедрата по геоложки науки на Университета в Осло и изследовател в Центъра за развитие и динамика на Земята по проблемите за вулканизма и миналите геоложки природни бедствия. Като старши научен сътрудник участва в експедиции, изследващи природни бедствия в Южна Африка, Мали, Аржентина, Шпицберген, Гренландия, Калифорния, Източен Сибир, и на други места.
През 1999 г. създава новинарския сайт „Viten.com“, в който учените публикуват научнопопулярни статии. През 2009 г. прави собствен блог за публикуване. Пише статии и в „Morgenbladet“.
Първата му книга „Краят е близо“ е публикувана през 2006 г. В нея представя поредица от природни и климатични катаклизми, като Лисабонското земетресение, урагана Катрина, земетресенията в Сан Франциско (1906) и Хаити (2010), промените в климата, довели до суши и наводнения с милиони жертви в колониална Индия, Русия, Китай и днешна Африка, изригването на вулкани като Везувий (Италия), Санта Мария (Гватемала), Парикутин (Мексико) и много други. Разглеждайки опита и поуките от тях представя възможностите за лично оцеляване и това нашия свят. поставя и някои философски въпроси.
Втората му книга „Bergtatt“ (На върховете) е издадена през 2011 г. Печели норвежката награда за най-добра книга за планините.
През 2017 г. получава Наградата за научни изследвания на Норвегия за високи постижения в популяризирането на науката.
Хенрик Свенсен живее със семейството си в Осло.

## Произведения
- Enden er nær: Om naturkatastrofer og samfunn (2006)
Краят е близо : историята, рисковете и поуките от природните бедствия, изд.: ИК „Персей“, София (2010), прев. Неда Димова-Бренстрьом
- Bergtatt: Fjellenes historie og fascinasjonen for det opphøyde (2011)
- Stein på stein – På sporet av den største masseutryddelsen i jordens historie (2018)